# Flashback (Psychologie)
Ein Flashback (englisch, blitz(artig) zurück, sinngemäß übersetzt etwa Wiedererleben oder Nachhallerinnerung) ist ein psychologisches Phänomen, welches durch einen Schlüsselreiz hervorgerufen wird. Die betroffene Person hat dann ein plötzliches, für gewöhnlich kraftvolles Wiedererleben eines vergangenen Erlebnisses oder früherer Gefühlszustände. Diese Erinnerungen können von jeder vorstellbaren Gefühlsart sein.
Der Begriff wird vor allem dann benutzt, wenn die Erinnerung unwillkürlich auftaucht und/oder wenn sie so stark ist, dass die Person die Erfahrung wieder durchlebt, unfähig, sie völlig als Erinnerung zu erkennen. Die für die aktuelle Situation unpassende Stärke eines Gefühlszustandes kann so aber auch helfen, diesen als Flashback zu erkennen.
Flashbacks treten als Symptom einer Posttraumatischen Belastungsstörung auf. Auch wiederkehrende rauschähnliche Zustände nach einem drogenfreien Intervall werden gelegentlich als Flashback oder auch als Echo-Psychose, Echorausch (auch Echo-Rausch), Spätrausch oder Nachhall-Psychose bezeichnet.
Laut AMDP-System werden Flashbacks im psychopathologischen Befund unter den Paramnesien subsumiert. Als weitere Möglichkeit zur Dokumentation im Sinne des AMDP-Systems wird vorgeschlagen, die Bezeichnung Flashbacks am Ende des Befundes aufzuführen, zusammen mit der restlichen speziellen Symptomatik, die nicht bereits durch die operationalisierten Begriffe des AMDP-Systems erfasst wurden.

## Natürlicher Flashback
Flashbacks können etwa bei einem Duft aus der Kindheit, beim Hören alter Lieblingslieder oder der Wahrnehmung eines aus der Vergangenheit bekannten Ortes auftreten. Dabei fühlt sich die Person für kurze Zeit, meist einige Sekunden und selten länger als drei Minuten, in die Situation zurückversetzt bzw. erlebt sie erneut. Diese Art von Flashback ist also nur eine besondere Form intensiver Erinnerung.
Bei traumatisierten Menschen können Schlüsselreize wie zum Beispiel uniformierte Menschen, Nachrichten, Lärm und Enge oder Jahrestage wie ein Signal für eine Bedrohung wirken und zu Flashbacks führen.

## Flashback im Zusammenhang mit Krankheit und Drogen
Flashbacks werden in der Psychotraumatologie auch Intrusionen genannt.
Sie können Symptome sein für Posttraumatische Belastungsstörungen (PTBS), akute Belastungsreaktionen, eine Hallucinogen Persisting Perception Disorder (HPPD) oder Zwangsstörungen.
Flashbacks wurden außerdem beobachtet bei Depressionen, Heimweh, Nahtod-Erfahrungen, epileptischen Anfällen und Drogenmissbrauch.
Starke Halluzinogene wie Mescalin oder LSD können eine Psychose (substanzinduzierte Psychose) auslösen. Im Drogen-Kontext gilt die Bezeichnung Flashback heute als informell und als wissenschaftlich unpräzise und veraltet, man spricht heute von Persistierenden Wahrnehmungsstörungen bzw. von HPPD.
Nabilon, ein synthetisches Cannabinoid, kann helfen, das Auftreten von Flashbacks bei PTBS-Erkrankten zu vermindern.

## Flashback und Fahrtüchtigkeit
Das Bundesverfassungsgericht hat sich im Zusammenhang von Cannabiskonsum und Fahrerlaubnis mit dem Thema Flashback auseinandergesetzt und kam am 20. Juni 2002 zu dem Ergebnis:

„Ein bei jedem, auch dem einmaligen oder gelegentlichen Haschischkonsumenten bestehender Eignungsmangel lässt sich auch nicht mit einem relevanten Risiko des späteren Eintritts unvorhersehbarer Echoräusche (Flashbacks) begründen, wie sie bei Konsumenten mancher „harter“ Drogen verzeichnet werden können. Insofern bedarf die in der Literatur umstrittene Frage keiner Klärung, ob der Konsum von Haschisch überhaupt mit einem Flashbackrisiko verbunden ist. Denn selbst wenn dies der Fall sein sollte, so wäre das Risiko eines nicht vorhersehbaren plötzlichen Verlustes der Fahrtüchtigkeit als sehr gering einzuschätzen (vgl. etwa Krüger, Gutachten, a. a. O.; Geschwinde, a. a. O., Rd. 136; Kleiber/Kovar, a. a. O., S. 73 f. m. w. N.). Nach Mitteilung der hierzu um Stellungnahme gebetenen Bundesregierung und der Landesregierungen sowie sachkundiger Dritter sind bislang nur sehr wenige Fälle bekannt geworden, in denen Anlass zu der Annahme bestand, ein Unfall im Straßenverkehr oder eine Verkehrsgefährdung könnte möglicherweise auf den haschischkonsumbedingten Echorausch eines Verkehrsteilnehmers zurückgeführt werden; lediglich in einzelnen Fällen konnte die Möglichkeit eines Echorauschs nicht vollständig ausgeschlossen werden, der aber in keinem Fall nachweisbar war.“

## Flashback in der Literatur
Natürliche Flashbacks stehen im Zentrum der von Marcel Proust entwickelten Theorie der Erinnerung, einer neuen Literaturtheorie, mit der er den literarischen Realismus überwinden wollte. Mit seiner siebenbändigen Romanfolge Auf der Suche nach der verlorenen Zeit (1919–1927) illustrierte er diese. Dabei unterscheidet er zwischen zwei Formen der Erinnerung, zum einen der „willentlichen Erinnerung“, die zwar bewusst, aber doch immer unvollständig ist und das Erlebte oft verfälscht. Häufig wird sie durch Schlaflosigkeit ausgelöst, wobei sie den grübelnden Tagträumer beunruhigt und beängstigt. Andererseits die sogenannte „unwillkürliche Erinnerung“. Diese ist eine Art von Reflex, also die rasche und stets gleichartige Reaktion des Organismus auf einen bestimmten neuronalen Reiz. Sie wird durch ungeplante, beiläufige Sinneswahrnehmungen getriggert, ähnlich wie ein Muskelreflex, indem ein Schlüsselreiz einen Flashback auslöst. Im Roman sind dies etwa der Geschmack eines Madeleine-Bisquits oder der Duft blühender Weißdornbüsche, die den Ich-Erzähler in tatsächlich erlebte Situationen seiner Kindheit beinahe physisch zurück katapultieren und ihm die Fülle seiner Kindheitserlebnisse mit allen Bildern, Klängen, Geschmäcken und Gerüchen wieder vergegenwärtigen. Diese so genannte unwillkürliche Erinnerung, ausgelöst meist durch physische Reize, ist dabei einerseits psychisches Erlebnis, andererseits ein literarischer Kniff, der es dem Erzähler erlaubt, Assoziationsketten zu beginnen. Der Roman beginnt mit Kindheitserinnerungen an die Fin-de-Siècle-Zeit, erst willentlichen, dann unwillkürlichen, setzt sich in einem großen Gesellschaftspanorama der Dritten Republik über mehrere Bände fort und endet Jahrzehnte später, nach dem Ersten Weltkrieg, im abschließenden Band Die wiedergefundene Zeit in inverser Reihenfolge mit Flashbacks und willentlichen Erinnerungen des Ich-Erzählers in Anbetracht der sichtlich gealterten Figuren bei einer Abendgesellschaft. Das Notat der Erinnerungen erschafft damit eine überzeitliche Wahrheit der Kunst, während die bewusste Erinnerung an die frühere Erscheinung der Figuren die Wirkung des Zeitablaufs illustriert. Mit diesen zwei Zeitlichkeiten schließt sich der Kreis: die irreversible des Lebens und die reversible der Kunst, die damit – nach Prousts Theorie – zum transzendierten, wahren Leben wird.
Der Effekt, dass ein Geschmacks- oder Geruchserlebnis plötzlich ganz bestimmte Erinnerungen hervorruft, wird seither nach der berühmten Madeleine-Szene als Madeleine-Effekt, Proust-Effekt oder Proust-Phänomen bezeichnet.